# Cryptocarya septentrionalis
Cryptocarya septentrionalis är en lagerväxtart som beskrevs av Van der Werff. Cryptocarya septentrionalis ingår i släktet Cryptocarya och familjen lagerväxter. Inga underarter finns listade i Catalogue of Life.